# Emperador alemán
El emperador alemán (en alemán: Deutscher Kaiser; [ˈdɔʏtʃɐ ˈkaɪzɐ]) era el título oficial del jefe de Estado y gobernante hereditario del Imperio alemán. Un término específicamente elegido, se introdujo con la constitución del 1 de enero de 1871 y duró hasta la abdicación oficial de Guillermo II el 9 de noviembre de 1918. El sacro emperador romano a veces también se llama "emperador alemán" cuando el contexto histórico es claro, como se deriva del nombre oficial del Sacro Imperio Romano Germánico del «Sacro Imperio Romano de la Nación Alemana» de 1512.
Después de la revolución de 1918, el presidente del Reich (en alemán: Reichspräsident) sucedió a la función de jefe de Estado, comenzando por Friedrich Ebert.

## Imperio alemán (1848-1849)
A raíz de las revoluciones de 1848 y durante el Imperio alemán, el Parlamento de Fráncfort (1848-1849) ofreció al rey Federico Guillermo IV de Prusia el título de "Emperador de los alemanes" (en alemán: Kaiser der Deutschen) en 1849, pero lo rechazó con un "no es el Parlamento quien debe dar". Federico Guillermo creía que solo los príncipes alemanes tenían derecho a hacer tal oferta, de acuerdo con las tradiciones del Sacro Imperio Romano Germánico.

## Creación

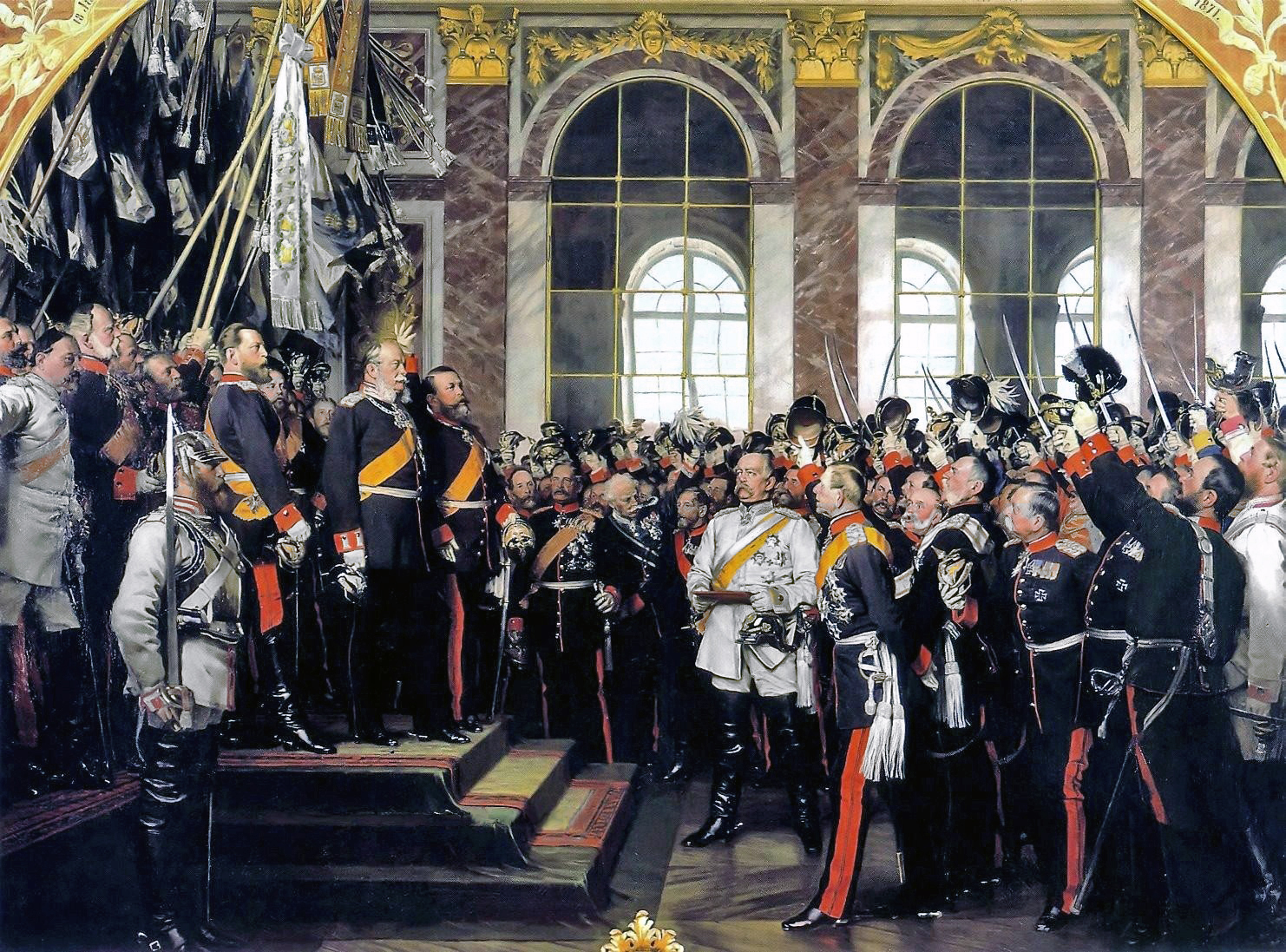
Proclamación de Guillermo I como emperador alemán en la Galeria de los Espejos de Versalles (Francia), en 1871.

El título fue prudentemente elegido por Otto von Bismarck, ministro presidente de Prusia y canciller de la Confederación Alemana del Norte, después de una discusión que continuó hasta la proclamación del rey Guillermo I de Prusia como emperador en el Palacio de Versalles durante el asedio de París. Guillermo aceptó este título de mala gana el 18 de enero, habiendo preferido "emperador de Alemania" (en alemán: Kaiser von Deutschland). Sin embargo, eso habría señalado una soberanía territorial inaceptable para los monarcas del sur de Alemania, así como un reclamo de tierras fuera de su reinado (Austria, Suiza, Luxemburgo, etc.).
Guillermo descartó el título "emperador de los alemanes", tal como se había propuesto en el Parlamento de Fráncfort en 1849, ya que se consideraba un rey que gobernaba por derecho divino y elegido "por la gracia de Dios", no por el pueblo en una monarquía popular. Pero más en general, Guillermo estaba descontento con una corona que parecía artificial (como la de Napoleón), creada por una constitución. Temía que eclipsaría la corona prusiana.
El rey de Prusia era, desde 1867, portador del Bundespräsidium. La nueva constitución del 1 de enero de 1871, tras las decisiones del Reichstag y la Bundesrath del 9 y 10 de diciembre, transformó la Confederación Alemana del Norte (Norddeutscher Bund) en el Imperio alemán (Deutsches Reich). 
Este imperio era una monarquía federal; el emperador era jefe de Estado y presidente de los monarcas federados (los reyes de Baviera, Württemberg y Sajonia; los grandes duques de Baden, Mecklenburg-Schwerin y Hesse, entre otros; así como los principados, ducados y las ciudades libres de Hamburgo, Lübeck y Bremen).
Según la constitución imperial, el imperio era una federación de Estados bajo la presidencia permanente del rey de Prusia. Por lo tanto, la corona imperial estaba directamente ligada a la corona prusiana, algo que Guillermo II descubrió después de la Primera Guerra Mundial. Creía erróneamente que gobernaba el imperio en unión personal con Prusia. Con el fin de la guerra, reconoció que no podía seguir siendo emperador, pero inicialmente pensó que al menos podría retener la corona prusiana.

## Todos los títulos
Los emperadores alemanes tenían una extensa lista de títulos y reclamos que reflejaban la extensión geográfica y la diversidad de las tierras gobernadas por la Casa de Hohenzollern.

### Guillermo I
Su majestad imperial y real Guillermo I, por la gracia de Dios, emperador alemán y rey de Prusia; margrave de Brandenburgo, burgrave de Núremberg, conde de Hohenzollern; soberano y supremo duque de Silesia y conde de Glatz; gran duque del Bajo Rin y de Posen; duque de Sajonia, de Westfalia, de Angria, de Pomerania, Lunenburg , Holstein y Schleswig, de Magdeburgo, de Bremen, de Güelders, Cleves, Jülich y Berg, duque de los wendos y los kassubes, de Crossen, Lauenburgo y Mecklemburgo; landgrave de Hesse y Turingia; margrave de Alta y Baja Lusacia; Príncipe de Orange; príncipe de Rügen, de Frisia oriental, de Paderborn y Pyrmont, de Halberstadt, Münster, Minden, Osnabrück, Hildesheim, de Verden, Cammin, Fulda, Nassau y Moers; conde principesco de Henneberg; conde de Mark, de Ravensberg, de Hohenstein, Tecklenburg y Lingen, de Mansfeld, Sigmaringa y Veringen; señor de Fráncfort.

### Federico III
Su Majestad Imperial y Real Federico III, por la gracia de Dios, emperador alemán y rey de Prusia, margrave de Brandeburgo, burgrave de Núremberg, conde de Hohenzollern, duque de Silesia y de Glatz, gran duque del Bajo Rin y de Posen, duque de Sajonia, de Angria, de Westfalia, de Pomerania y de Luneburgo, duque de Schleswig, de Holstein y de Crossen, duque de Magdeburgo, de Bremen, de Güeldres y de Jülich, de Cléveris y de Berg, duque de los Wendos y de los Casubios, de Lauenburgo y de Mecklemburgo, landgrave de Hesse y de Turingia, margrave de la Alta y Baja Lusacia, Príncipe de Orange, de Rügen, de Frisia Oriental, de Paderborn y de Pyrmont, de Halberstadt, de Münster, de Minden, de Osnabrück, de Hildesheim, de Verden, de Kammin, de Fulda, de Nassau y de Moers, conde principesco de Henneberg, conde de Mark, de Ravensberg, de Hohenstein, de Tecklenburg y de Lingen, conde de Mansfeld, de Sigmaringa y de Veringen, señor de Fráncfort.

### Guillermo II
Su Majestad Imperial y Real Guillermo II, por la gracia de Dios, emperador alemán y rey de Prusia, margrave de Brandeburgo, burgrave de Núremberg, conde de Hohenzollern, duque de Silesia y de Glatz, gran duque del Bajo Rin y de Posen, duque de Sajonia, de Angria, de Westfalia, de Pomerania y de Luneburgo, duque de Schleswig, de Holstein y de Crossen, duque de Magdeburgo, de Bremen, de Güeldres y de Jülich, de Cléveris y de Berg, duque de los Wendos y de los Casubios, de Lauenburgo y de Mecklemburgo, landgrave de Hesse y de Turingia, margrave de la Alta y Baja Lusacia, Príncipe de Orange, de Rügen, de Frisia Oriental, de Paderborn y de Pyrmont, de Halberstadt, de Münster, de Minden, de Osnabrück, de Hildesheim, de Verden, de Kammin, de Fulda, de Nassau y de Moers, conde principesco de Henneberg, conde de la Marca, de Ravensberg, de Hohenstein, de Tecklenburg y de Lingen, conde de Mansfeld, de Sigmaringen y de Veringen, señor de Fráncfort.

## Emperadores alemanes (1871–1918)
| N.º |  | Emperador                | Inicio              | Final                            | Duración                   | Dinastía     | Notas |
| --- |  | ------------------------ | ------------------- | -------------------------------- | -------------------------- | ------------ | --- |
| 1   |  | Guillermo I (1797-1888)  | 1 de enero de 1871  | 9 de marzo de 1888 †             | 17 años, 2 meses y 8 días  | Hohenzollern | Ocupó la Presidencia de la Confederación (Bundespräsidium) como primus inter pares en la Confederación Alemana del Norte desde 1867. |
| 2   |  | Federico III (1831-1888) | 9 de marzo de 1888  | 15 de junio de 1888 †            | 3 meses y 6 días           | Hohenzollern | Hijo de Guillermo I |
| 3   |  | Guillermo II (1859-1941) | 15 de junio de 1888 | 28 de noviembre de 1918 (abdicó) | 30 años, 5 meses y 13 días | Hohenzollern | Nieto de Guillermo I e hijo de Federico III                                                                                          |